# Jean-Bernard Armand d'Harcourt
Jean-Bernard Armand, comte d'Harcourt (Paris, 10 octobre 1883-Paris, 4 septembre 1975), est un officier de marine français. 

## Biographie
Fils d'un officier d'infanterie, le comte Amédée d'Harcourt, il naît le 10 octobre 1883 dans le 8e arrondissement de Paris, il entre à l'École navale en octobre 1900 et en sort aspirant de 1re classe en octobre 1903. Il sert alors sur le croiseur Jeanne-d'Arc en escadre du Nord puis passe sur le D'Assas en campagne en Extrême-Orient. 
Enseigne de vaisseau (octobre 1905), il est en avril 1906 à la 2e flottille de torpilleurs de Méditerranée en Corse et embarque en octobre 1907 sur le croiseur Pothuau. En mars 1908, élève de l’École de canonnage sur la Couronne dont il sort breveté, il sert comme officier de tir adjoint sur le croiseur Bruix en Extrême-Orient puis sur le cuirassé Justice (octobre 1909) en escadre de Méditerranée. 
En janvier 1911, il est nommé officier d'ordonnance de l'amiral commandant en chef l'escadre de Méditerranée sur la Patrie puis passe à l'état-major de Toulon. Promu lieutenant de vaisseau (avril 1913), membre de la Commission d'études pratiques de l'artillerie navale, chef du service artillerie du Pothuau, il devient en août 1914 officier de tir adjoint sur le cuirassé Paris et participe aux opérations en Méditerranée avec l'armée navale avant de prendre le commandement en octobre 1915 d'une canonnière fluviale sur le front de France. 
Blessé le 16 juillet 1916, cité à l'ordre de l'armée, il commande en 1917 le 1er groupe de canonnières fluviales puis en janvier 1918 la batterie de 155 avec laquelle il se distingue pendant l'attaque allemande du 15 juillet 1918 en Champagne ainsi qu'en septembre lors de la grande contre-offensive. Il obtient alors une nouvelle citation. 
En décembre 1918, il commande une canonnière fluviale sur le Rhin et chef du centre de contrôle de la navigation à Ludwigshafen, il se fait remarquer lors d'un incendie (15 avril 1919) où par son courage et sa présence d'esprit, évite la catastrophe. 
Capitaine de corvette (septembre 1920), chef du service sécurité du cuirassé Lorraine, il est félicité par le ministre en mars 1922 pour une étude sur l'artillerie. En juin 1922, il est nommé au commandement du torpilleur Bisson en escadre de Méditerranée et obtient un nouveau témoignage de satisfaction en 1923 pour des tirs d'honneur. Promu capitaine de frégate (novembre 1923), il sert en avril 1924 sur le Pothuau puis en juin 1926 sur le Gueydon comme professeur de tir et membre de la Commission d'études pratiques de l'artillerie. 
Il commande ensuite la 5e escadrille de patrouille sur le Toul puis à Toulon, la 3e escadrille d'avisos et devient en novembre 1928, second du cuirassé Courbet en Méditerranée. Il est mis à la disposition du rapporteur du budget de la marine en mai 1930, à la Commission des finances de la Chambre des députés et est nommé capitaine de vaisseau en octobre 1931. Il commande alors le croiseur Duguay-Trouin en 3e escadre légère à Toulon (avril 1932), puis le Chacal et la 8e division légère à Brest (octobre 1933) et le Bison et la 6e division légère (novembre 1934). 
En mai 1935, commandant du croiseur Pluton et de l’École d'application du tir à la mer, président de la Commission d'études pratiques de l'artillerie navale, il commande en août 1937 le front de mer à Toulon puis en février 1938 la marine au Havre. 
Commandant de la marine et du secteur de défense de Rochefort (mars 1939), contre-amiral (avril 1939), il commande la marine au Maroc en mai 1940 et s'y occupe activement de l'accueil et de la réorganisation des équipages et des bâtiments évacués en catastrophe des ports de France pendant l'invasion, ce qui lui vaut un témoignage de satisfaction en septembre 1940. 
Vice-amiral (septembre 1940), il est le délégué de l'amirauté française à Casablanca puis prend sa retraite en octobre 1942. Il se consacre alors à l'écriture d'études sur la mer et est élu en décembre 1951 à l'Académie de marine. 
Président de la Société centrale de sauvetage (1955-1967), il meurt le 4 septembre 1975 au sein de l'Hôpital du Val-de-Grâce dans le 5e arrondissement de Paris.

## Distinctions
- Grand officier de la Légion d'honneur (24 février 1958)[3]
- Croix de guerre 1914–1918
- Croix militaire